# Louppy-le-Château
Louppy-le-Château – miejscowość i gmina we Francji, w regionie Grand Est, w departamencie Moza.
Według danych na rok 1990 gminę zamieszkiwało 180 osób, a gęstość zaludnienia wynosiła 10 osób/km² (wśród 2335 gmin Lotaryngii Louppy-le-Château plasuje się na 865. miejscu pod względem liczby ludności, natomiast pod względem powierzchni na miejscu 235.).